# Gigia
Gigia là một chi bướm đêm thuộc họ Erebidae.